# Фридман, Максвелл Джейкоб
Ма́ксвелл Та́йлер Фри́дман (англ. Maxwell Tyler Friedman, род. 15 марта 1996, Нью-Йорк, Нью-Йорк) — американский рестлер, более известный под именем Максвелл Джейкоб Фридман (англ. Maxwell Jacob Friedman, англ. MJF). В настоящее время выступает в All Elite Wrestling, где он является бывшим чемпионом мира AEW.
Ранее выступал в Major League Wrestling (MLW), где был командным чемпионом мира MLW и первым мировым чемпионом MLW в среднем весе. Покинул MLW в январе 2020 года. Фридман также работал на американской независимой сцене, наиболее заметен в Combat Zone Wrestling (CZW), где был однократным мировым чемпионом CZW в тяжёлом весе и двукратным Wired-чемпионом CZW.

## Ранняя жизнь
Фридман родился в семье американских евреев. В 2014 году окончил Plainview-Old Bethpage John F. Kennedy High School в Плейнвью, Нью-Йорк. Он активно занимался спортом в школе, был частью футбольной и плавательной команд. Он выделялся своей привязанностью к футболу, даже во время плавательных соревнований. В выпускном году его навыки в футболе были отмечены на уровне округа, где он получил "почётное упоминание". Он также выиграл титул короля выпускного вечера вместе со своей подругой на то время, Дженнифер Уэстон, которая выиграла титул королевы выпускного вечера. Некоторое время он учился в Хартвик-колледже в городе Онеонта, штат Нью-Йорк.
В 2001 году Фридман появился в эпизоде шоу Рози О’Доннелл, спев «You Are My Sunshine» после того, как его родители представили запись, где он поёт её, поедая грушу. После того, как видео его выступления вновь появилось в 2019 году, Фридман (в образе) сначала отрицал своё появление, прежде чем признать его, заявив, что О’Доннелл пыталась цепляться за «свою угасающую звезду» и что у него «не хватило духу» сказать Бритни Спирс (которая появилась в том же эпизоде), что она «плохая певица». Во время интервью с О’Доннел, когда его спросили, кем он хочет стать, когда вырастет, он заявил, что будет оперным певцом и рестлером, и что Голдберг и Скала — его любимые рестлеры.

## Карьера в рестлинге

### Ранняя карьера
В феврале 2015 года Фридман прошёл обучение у Курта Хоукинса и Пэта Бака и дебютировал на ринге в их академии рестлинга в Хиксвилле, Нью-Йорк. Он также выступал в Combat Zone Wrestling (CZW) и Five Borough Wrestling в течение своего первого года, после чего продолжил выступать в многочисленных промоушенах северо-восточного региона. В апреле 2015 года WWE загрузила на своём YouTube-канале запись Фридмана для WWE Tough Enough. Фридман также появился в роли охранника во время выхода Самоа Джо на шоу NXT TakeOver: Brooklyn II в августе 2016 года, во время которого его толкнул Джо.

### Combat Zone Wrestling (2015—2018)
С 2015 года Фридман выступал на нескольких шоу CZW Dojo Wars под именем Пит Лайтнинг, обычно в командных матчах с Хоусом Блейзером и Пенелопой Форд. В выпуске CZW Dojo Wars от 7 сентября 2016 года он вернулся к своему предыдущему имени Максвелл Джейкоб Файнштейн, и принял участие в турнире Dramatic Destination Series. 13 мая 2017 года на турнире CZW Sacrifices Фридман победил Джонни Юму и выиграл Wired-чемпионство CZW. Позже успешно защитил титул на шоу CZW EVILution, победив Тревора Ли. Он успешно сохранил титул в дальнейших матчах против Майка Дела, Джона Сильвера и Эйса Ромеро. 14 октября на шоу CZW The Wolf of Wrestling Фридман проиграл титул Wired-чемпиона CZW Джоуи Джанеле. Два месяца спустя на шоу CZW Cage of Death 19 Фридман вернул себе титул после победы над Джанелой в матче-реванше.
Фридман вернулся 10 февраля 2018 года на шоу CZW Nineteen, где выиграл баттл-роял из 27 человек, став претендентом номер один на чемпионство мира CZW в тяжёлом весе. В тот же день он также успешно защитил титул Wired-чемпиона CZW против Алекса Колона. Он был последним Wired-чемпионом, прежде чем освободить титул 14 апреля на шоу CZW Best Of The Best 17. Там он победил Рики Шейна Пейджа, впервые выиграв мировое чемпионство CZW в тяжёлом весе.
Фридман лишился титула в ноябре 2018 года, после чего покинул CZW.

### Major League Wrestling (2017—2020)

#### Чемпион мира в среднем весе (2017—2018)
5 сентября 2017 года стало известно, что Фридман подписал контракт с Major League Wrestling (MLW), и появиться на шоу MLW One Shot, где выступит в матче против Джимми Юты, который Фридман в итоге выиграл. Затем Фридман стал членом ростера MLW, продолжив свою победную серию против Джоуи Райана на шоу MLW Never Say Never. 11 января 2018 года Фридман потерпел своё первое поражение в MLW в матче против Броди Кинга на шоу Zero Hour. Затем он принял участие в турнире за вакантный титул чемпиона мира в тяжёлом весе на Road To The World, проиграв в первом раунде британскому рестлеру Джимми Хэвоку. На Spring Break Фридман победил Лэнса Аноа’и. Далее он победил Монтела Вонтавиуса Портера на Intimidation Games.
29 июля Фридман победил Джоуи Райана и стал первым в истории компании чемпионом мира в среднем весе на специальном шоу Battle Riot. Позже, в тот же вечер MJF принял участие в одноимённом матче, выйдя под номером 38 и был выброшен с ринга победителем — Томом Лоулором. В эпизоде Fusion от 10 августа Фридман провёл первую защиту своего титула против Джоуи Джанелы в матче с удержаниями где угодно. В эпизоде Fusion от 21 сентября Фридман и Блейк победили Джоуи Райана и Таю Валькирию в матче смешанных команд. Вторая защита титула чемпиона мира в среднем весе состоялась 9 ноября в эпизоде Fusion, где он успешно защитил титул против Джейсона Кейда и Джимми Юты в трёхстороннем матче на выбывание. 25 ноября Фридман сообщил, что у него перелом локтя, а срок восстановления составит от 4 до 6 недель. Позже MLW объявила, что Фридман лишён титула чемпиона в среднем весе, так как не успел вовремя защитить его на турнире MLW Fusion 14 декабря.

#### «Династия» (2019—2020)
Фридман вернулся после травмы в эпизоде Fusion от 16 февраля 2019 года, где он неудачно сразился с новым чемпионом Тедди Хартом за титул чемпиона мира в среднем весе. После матча Ричард Холлидей присоединился к Фридманe и напал на Харта. В результате дуэт сформировал команду под названием «Династия» и начал враждовать с «Основанием Хартов». Вскоре к ним присоединился новичок Александр Хаммерстоун. Позже он выиграл командное чемпионство мира MLW вместе с Ричардом Холлидеем в составе «Династии».
Он покинул промоушен в январе 2020 года, но в апреле 2020 года сразился с Мэнсом Уорнером в матче «Проигравший покидает город, на пустой арене».

### All Elite Wrestling (AEW) (с 2019)

#### Победная серия (2019—2020)
7 января 2019 года было объявлено, что Фридман подписал контракт с All Elite Wrestling (AEW) на пять лет. Он дебютировал в качестве хила на шоу Double or Nothing в рамках матча Casino Battle Royale за возможность стать чемпионом мира AEW. Он продержался до финальной двойки, после чего был выброшен Адамом Пейджем. Фридман участвовал в четырёхстороннем матче против Пейджа, Джимми Хэвока и Джангл Боя на Fyter Fest в июне, который также выиграл Пейдж. В следующем месяце на Fight for the Fallen он вместе с Шоном Спирсом и Сэмми Геварой победил Хэвока, Дарби Аллина и Джоуи Джанелу в командном матче из шести человек.
2 октября на первом эпизоде «Динамита» Фридман победил Брэндона Катлера по болевому. Затем на следующей неделе на Dynamite Фридман вмешался в атаку со стороны своего «лучшего друга» Коди против Внутреннего Круга (англ. The Inner Circle), атаковав Сантану и Ортиса стальным стулом, который, казалось бы, становясь фейсом. Но на Full Gear сопровождая Коди в его матче за Мировое Чемпионство AEW против Криса Джерико. Где в итоге Коди проиграл титульный матч после того, когда он выбросил на ринг полотенце, в моменте когда он был скручен в захвате Liontamer и в результате из-за предматчевого соглашения, Коди больше никогда не разрешалось снова участвовать в матчах за Мировое Чемпионство AEW. После матча MJF хиллтернулся на Коди, нанеся ему удар ниже пояса, и ушел. Вскоре после этого MJF нашёл себе телохранителя в лице дебютирующего Уордлоу. На эпизоде «Динамита» от 20 ноября MJF и Адам Пейдж станут двумя последними участниками в инаугурационном баттл роял-матче «Dynamite Dozen Battle Royale». Позже эти двое встретятся в одиночном матче на следующем эпизоде Dynamite, который выиграет MJF. Затем Даймонд Даллас Пейдж (ДДП) наградит его бриллиантовым кольцом Dynamite в качестве приза за победу над Пейджем. 15 января 2020 года на шоу Bash at the Beach MJF объединился с Мясником и Блейдом, дабы победить ДДП, Дастина Роудса и Кью. Tи. Маршалла. Далее MJF разжигает фьюд с Коди и выдвинув три условия, которым Коди должен следовать, чтобы выиграть матч против него на Revolution, которые включали в себя не прикасаться к нему до тех пор, пока матч не состоится, встретиться с Уордлоу в матче в стальной клетке и получить десять ударов плетью от MJF в прямом эфире. На эпизоде «Динамита» от 5 февраля Коди получил десять ударов плетью от MJF, включая один от Уордлоу. Затем Коди победил Уордлоу в первом матче в стальной клетке в истории промоушена AEW на эпизоде Dynamite от 19 февраля, чтобы сделать матч против MJF на Revolution официальным На Revolution, MJF победил Коди удержав его после того, как ударил его по лицу бриллиантовым кольцом Dynamite.. Затем MJF вступит во вражду с Джангл Боем, победив его на Double or Nothing скрутив его. В эпизоде Dynamite от 27 мая MJF безуспешно сразится в баттл-рояле с Коди за титул чемпиона AEW TNT, будучи выбитым Джангл Боем. На шоу Fyter Fest MJF и Уордлоу потерпели поражение от Джангл Боя и Лучазавра. Затем он перешёл к вражде с Джоном Моксли, проводя кампанию против его чемпионского рейна и постановив, что фанаты заслуживают лучшего чемпиона. 5 сентября они встретились на All Out, где MJF потерпел поражение, что стало его первым поражением в одиночном поединке.

#### «Внутренний круг» (2020—2021)
28 октября на эпизоде Dynamite Крис Джерико и MJF договорились сразиться друг с другом на шоу Full Gear во время конфронтационной на «Встречи в ратуше» (англ. "Town Hall Meeting") с Эриком Бишоффом Если MJF победит Джерико, то он присоединится к его группировке Внутренний Круг (англ. The Inner Circle). На прошлой неделе Джерико и MJF приняли участие в сегменте под названием «Le Dinner Debonair», где он и Джерико на встрече во время ужина со стейками, исполнили модифицированную версию песни «Me and My Shadow».. Позже журналист Уэсли Моррис назовёт это выступление одно из «лучших выступлений 2020 года» в статье, опубликованной в ежедневной газете New York Times. На Full Gear MJF вместе с Уордлоу стали новыми членами группировки Внутренний круг после того, как он удержал Джерико на данном шоу На эпизоде Dynamite от 11 ноября MJF впервые появился в качестве члена Внутреннего круга, где он произнёс речь, рассказывающую о трудностях, которые он преодолел, чтобы продвинуться так далеко в рестлинге, а затем устроили неожиданную вечеринку по случаю дня рождения Джерико, лидера группировки, которая включала бесплатные билеты в Лас-Вегас и зажигательное исполнение «Happy Birthday to You» для толпы. 2 декабря, на шоу Winter Is Coming, MJF снова стал претендентом номер один за бриллиантовое кольцо Dynamite после того, как он и Орандж Кэссиди стали победителями второго баттл-рояла Dynamite Dozen, оставшись двумя последними участниками на ринге. 9 декабря на эпизоде «Динамит» MJF выиграл своё второе бриллиантовое кольцо после того, как удержал Кэссиди.
На эпизоде «Динамит» от 20 января 2021 года был объявлен командный баттл-роял на шоу Beach Break, победители которого получат титульный матч за Мировые командные чемпионства AEW против «Янг Бакс» (Мэтт Джексон и Ник Джексон) на шоу Revolution. В командном баттл-рояле Янг Бакс тоже принимали участие, и если бы они его выиграли, то смогли бы выбирать своих соперников. В итоге Джерико выбил последнего на ринге Данте Мартина из команды Top Flight, выиграв баттл-роял и тем самым заработав себе и MJF титульный матч на шоу Revolution. На эпизоде «Динамита» от 10 февраля, после нескольких недель растущей напряжённости между MJF и Геварой, Гевара после закулисной стычки, напал на него в результате чего MJF получил кейфебную травму рёбра. Позже на эпизоде, после победы MJF и Джерико над командой The Acclamed (Энтони Боуэн и Макс Кастер) в командном матче, Гевара объявил о своём уходе из Внутреннего Круга. В преддверии их матча на Revolution MJF и Джерико напали на отца Янг Баксов, Папу Бака, и окровавили его за кулисами, поклявшись отобрать у них командные титулы. Однако, на данном шоу MJF и Джерико потерпели от них поражение.

#### «Вершина» (2021—2022)
10 марта 2021 года на эпизоде «Динамита» MJF был исключён из Внутреннего Круга после того, как выяснилось, что он тайно планировал совершить в группе переворот. Однако, позже он рассказал, что вовсе создавал свою собственную группировку с Уордлоу, Шоном Спирсом, Талли Бланчардом и командой FTR (Кэш Уилер и Дакс Харвуд), которые появившись яростно атаковали Внутренний Круг. В итоге новоявленная группировка стала называть себя как «Вершина» (англ. The Pinnacle). И 5 мая на новом инаугурационном шоу промоушена Blood and Guts, Вершина победила Внутренний круг (Гевара сдался от имени Джерико, что результате чего «Вершина» выиграла матч). З0 мая на шоу Double or Nothing «Вершина» проиграла «Внутреннему кругу» в матче по правилам давка на стадионе (англ. Stadium Stampede match) . 5 сентября на шоу All Out MJF снова встретился с Джерико, в матче где на кону стояла карьера последнего. После ложной победы MJF, в которой судья Обри Эдвардс ошибочно засчитала удержание в пользу MJF, не увидев, что нога Джерико лежит на канате, матч был вновь возобновлён, где Джерико заставил MJF сдаться в «Стенах Иерихона», тем самым впервые в матче проиграв Джерико.
На эпизоде Dynamite от 17 ноября MJF начал свою вражду с СМ Панком после того, когда Панк прервал его промо. 2 февраля 2022 года на эпизоде Dynamite MJF стал первым человеком, кто победил Панка в AEW, а также первым человеком, кто победил его в телевизионном матче с начиная 2014 года. Во время матча, который проходил в родном городе Панка Чикаго, штат Иллинойс, MJF удержал Панка после того, как Уордлоу отвлёк его внимание на ринге и вручил MJF его бриллиантовое кольцо Dynamite, которым им ударил Панка. 6 марта на шоу Revolution Уордлоу, у которого в декабре 2021 года начались трения с MJF, фейстернулся предав MJF и помог Панку победить его в матче с собачьим ошейником, передав Панку его бриллиантовое кольцо Dynamite, которым затем Панк ударил им MJF. 18 мая на эпизоде Dynamite Уордлоу, в рамках ряда условий контракта, которые позволили ему матч с MJF, получил 10 ударов плетью от него. На следующей неделе на эпизоде Dynamite Уордлоу выполнил последнее условие, которое гарантировало ему матч с MJF на предстоящем шоу Double or Nothing, победив Шона Спирса в матче стальной клетке, причём MJF выступал в качестве специального рефери и потерпел неудачу в своих попытках помешать Уордлоу в матче, даже после того, как Спирс случайно его нокаутировал; если Уордлоу победит, то он будет официально освобождён от своего контракта с MJF, но ему было бы запрещено получить новый контракт от AEW, и он был бы обязан оставаться на работе в MJF, даже если бы он проиграл. На Double or Nothing MJF проиграл Уордлоу после десяти проведённых ему пауэрбомб, что стало его первым чистым поражением в одиночных поединках в AEW.
Во время майского уик-кенда на шоу «During the Double» MJF на законных основаниях не показывал фан-фест. Это произошло по причине, прошедших после нескольких месяцев слухов о закулисной напряжённой обстановки между ним и владельцем AEW Тони Ханом по поводу его контракта и размера оплаты, которую, по его мнению, он должен был получить, а также интервью с Ариэлем Хелвани, который он давал без разрешения руководства. На эпизоде Dynamite от 1 июня было его обрезанное шут-промо о том, что фанаты и Хан не уважают его Данный сегмент закончился тем, что MJF потребовал, чтобы Хан уволил его, назвав «грёбаным марком», после этих слов его микрофон отключается и ситуация быстро превратилась в коммерческий и комментаторы, не ссылаются на неё после перерыва На следующий день его профиль с веб-сайта AEW был удалён, а его товары были размещены на товарном сайте AEW как часть сюжетной линии.

#### Чемпион мира AEW (2022—2023)
4 сентября MJF вернулся к программам AEW начиная с шоу All Out, где он выиграл лестничный матч под названием Casino Ladder match, войдя в него как участник в маске джокера, тем самым обеспечив себе в будущем тайтл-шот за Мировое чемпионство AEW но не без помощи менеджера Стокли Хэтэуэя. Однако в конце шоу он всё-таки официально был разоблачён как тот самый человек под маской, когда он выйдя на рампу и уставился на недавно нового коронованного Мирового чемпиона AEW CM Панка .
14 сентября на эпизоде «Динамита» MJF представил свою новую фракцию под названием «Фирма», возглавляемую Стокли Хэтэуэем. Данная фракция рассматривалась как «Система поддержки» для MJF, и даже если они его не поддерживали, когда все члены Фирмы занимались своими делами. Однако на эпизоде от 26 октября MJF подвергся нападению со стороны Фирмы после того, как он уволил Хэтэуэя за неподчинение его приказу не нападать на тогдашнего мирового чемпиона AEW Джона Моксли, потому что он хотел, чтобы на их титульном матче шоу Full Gear, Моксли выложился с ним на все 100 %. 19 ноября на данном шоу MJF победил Моксли, использовав фирменный кастет Уильяма Ригала. Ригал бросил его на ринг для MJF, что помогло ему стать самым молодым мировым чемпионом AEW в истории компании. На эпизоде Dynamite от 30 ноября MJF отказался от стандартного пояса мирового чемпиона AEW, назвав его мусором, и представил свою собственную версию, которую он назвал Triple-B, «Большой пояс Burberry».  Он имеет точно такой же дизайн, как и стандартный пояс; однако кожаный ремешок коричневого цвета выполнен в фирменном клетчатом узоре Burberry в тон фирменному шарфу Burberry от MJF. Позже в этом сегменте MJF набросилась на Ригала, напав на него, в результате чего его доставили в ближайшую больницу, тем самым положив конец их партнёрству.
На Double or Nothing (2023) Фридман защитил Чемпионство AEW от Дарби Аллина, Сэмми Гевары и Джангл Боя, и у него началось противостояние с Эдамом Коулом. 7 июня на Dynamite Фридман заявил, что у него больше нет оппонентов, и на эту его провокацию ответил Эдам Коул. Он получил право на матч за будущую титульную возможность, и этот матч состоялся на Dynamite 14 июня, завершившись вничью по истечении времени. В тот же день вызов Фридману бросил японский рестлер Хироши Танахаши, который получил свой матч на PPV Forbidden Door (2023), и проиграл его. 21 июня на Dynamite Коул обвинил Фридмана в том, что тот испугался его и не согласился на дополнительное время в их первом матче. В тот же день был назначен турнир за претендентство на Командное чемпионство, и часть команд в этом турнире была составлена из случайно собранных пар рестлеров. Одной из таких команд стали Фридман и Эдам Коул. В течение следующих нескольких недель регулярно показывали сценки о том, как они пытаются сдружиться и понять друг друга лучше. Параллельно они выиграли четвертьфинал турнира (на Dynamite 5 июля у Мясника и Мэтта Ли), а затем и полуфинал (на Dynamite 21 июля у Большого Билла и Брайана Кейджа). Финал турнира был проведён в Бостоне на Dynamite 19 июля, Фридман с Коулом победили Сэмми Гевару и Даниэля Гарсию, выиграв турнир. Свой матч за титулы они получили на Collision 29 июля, но командные чемпионы ФТР оказались сильнее, Дакс Харвуд удержал Фридмана, что стало первым удержанием Фридмана с июня предыдущего года. На юбилейном Dynamite 2 августа Фридман вручил Коулу контракт на матч за титул, признав его право быть в мэйн-ивенте All In.

## Стиль реслинга и персонаж
Персонаж Фридмана был описан газетой «Нью-Йорк Таймс» как «наполовину хил, наполовину — пытается вести себя круче, чем он есть на самом деле… и отчасти подражатель посвящённого» Многие представители индустрии высоко оценили его агрессивный злодейский образ, в основном благодаря его способности стирать грань между сюжетными линиями и реальностью. Он часто оскорбляет фанатов и других знаменитостей в социальных сетях. Инди-рестлер Дэшер Хэтфилд похвалил персонаж Фридмана, поскольку он может «ходить по краю» и «быть хилом так, чтобы люди не называли его расистом или гомофобом». Также его хвалили за профессионализм и мастерство, несмотря на его юный возраст, такие люди, как Джим Росс, Джим Корнетт и Крис Джерико.

## Личная жизнь
С середины 2020 года он встречается с художницей Наоми Розенблюм. 15 сентября 2022 года они объявили о своей помолвке в социальных сетях.

## Фильмография

### Фильмы
| Год  | Название             | Роль          |
| ---- | -------------------- | ------------- |
| 2023 | Стальная хватка      | Лэнс фон Эрих |
| 2025 | Счастливчик Гилмор 2 | Горди Гилмор  |

### Телевидение
| Год  | Название           | Роль |
| ---- | ------------------ | ---- |
| 2001 | Шоу Рози О'Доннелл | Себя |
| 2021 | Дороги к вершине   | Себя |

## Титулы и достижения
- AAW Wrestling
  - Чемпион Наследия AAW (1 раз)[97]
- All Elite Wrestling
  - Обладатель бриллиантового кольца Dynamite (2019, 2020, 2021, 2022)[25]
  - Чемпион мира AEW (1 раз)[98]
  - Победитель мужского Casino Ladder Match (2022)
  - Премия Dynamite (1 раз)
    - Лучшая дуэль на микрофонах (2022) — MJF и CM Панк в канун Дня благодарения
- Alpha-1 Wrestling
  - Чемпион A1 Outer Limits (1 раз)[99]
- CBS Sports
  - Открытие года (2019)[100]
- Combat Zone Wrestling
  - Чемпион CZW Wired (2 раза)[101]
  - Мировой чемпион CZW в тяжёлом весе (1 раз)[102]
- DDT Pro-Wrestling
  - Чемпион железных людей в хеви-металлическом весе (1 раз)[103]
- Inspire Pro Wrestling
  - Чемпион Inspire Pro Prestige (1 раз)[104]
- Limitless Wrestling
  - Чемпион Limitless Wrestling World (1 раз)[105]
- Major League Wrestling
  - Чемпион MLW в среднем весе (1 раз)[106]
  - Командный чемпион Мира MLW (1 раз) — с Ричардом Холлидэем[107]
- Maryland Championship Wrestling
  - Rage-TV чемпион MCW (1 раз)[108]
- Pro Wrestling Illustrated
  - № 6 в топ 500 рестлеров в рейтинге PWI 500 в 2023[109]
  - Вражда года (2021) — против Криса Джерико[110]
  - Самый ненавистный рестлер года (2021, 2022)[110]
  - Группировка года (2021) — с The Inner Circle[110]
  - Вражда года (2022) против Си Эм Панка
- Ring of Honor
  - Командный чемпион мира ROH (1 раз) — с Адамом Коулом
- Rockstar Pro Wrestling
  - Чемпион American Luchacore (1 раз)[111]
  - Rockstar Pro Trios Championship (1 раз) — с Эйс Ромео[112]
- Xcite Wrestling
  - Чемпион Xcite International (1 раз)[113]
- LDN Wrestling
  - LDN Capital Wrestling Championship (2 раза)[114]
- Wrestling Observer Newsletter
  - Лучший на интервью (2021—2022)[115]
  - Самый харизматичный (2020—2023)[116]
  - Худшая вражда года (2023) пр. Дьявола
- Rockstar Pro Wrestling
  - American Luchacore Championship (1 раз)[111]
- Другие награды
  - Лучшее исполнение (2020) — за исполнение «Я и моя тень» с Крисом Джерико (награждён Уэсли Моррисом из «Нью-Йорк Таймс»)[37]